# شو شیائولیانگ
شو شیائولیانگ (انگلیسی: Xu Xiaoliang؛ زادهٔ ۳۰ ژانویهٔ ۱۹۶۲)  بازیکن بسکتبال اهل چین بود. وی در بازی‌های المپیک تابستانی ۱۹۸۸ شرکت کرده‌است.